# De Zeven Provinciën (Schiff, 1665)
Das De Zeven Provinciën (dt. Die sieben Provinzen) war ein Linienschiff und das Flaggschiff des Admirals Michiel Adrianszoon de Ruyter im Zweiten und Dritten Holländischen Krieg. Die Namensgebung greift die Bezeichnung des Staates Republiek der Zeven Verenigde Provinciën auf.

## Geschichte

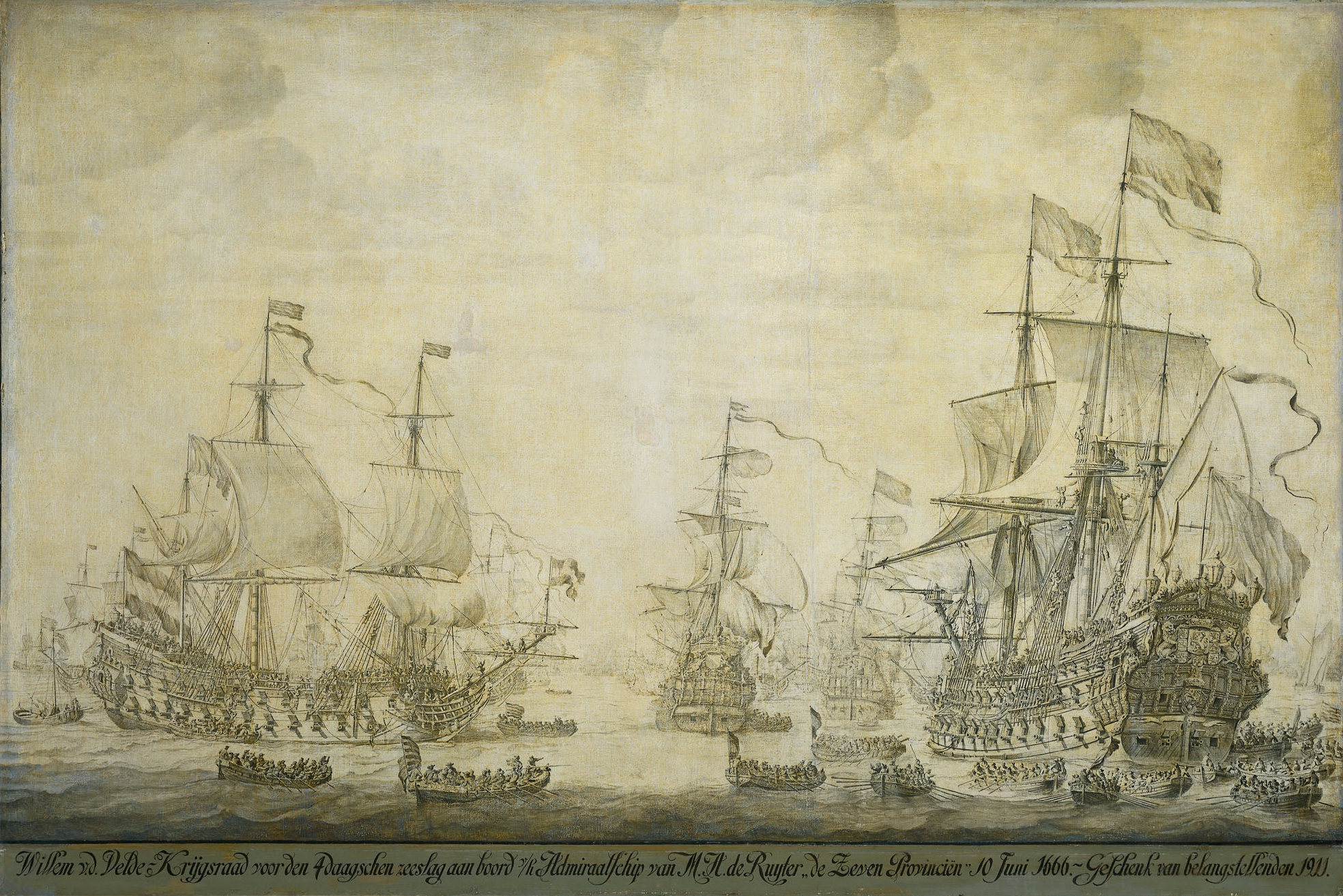
Kriegsrat an Bord der Zeven Provinciën (rechts) 1666; Gemälde von Willem van de Velde d. Ä., 1693

Das Schiff lief 1665 in Delfshaven vom Stapel. Die De Zeven Provinciën war ein Zweidecker mit 80 Geschützen. Ihre Abmessungen waren 163 Fuß Länge, Breite zwischen den Spanten von 43 Fuß und ein Tiefgang von 16,5 Fuß (1 Amsterdamer Fuß = 28,3 cm). Es wurde im Rahmen eines 1664 von den Generalstaaten ausgelösten Flottenbauprogrammes gebaut. Dieses Programm sah drei Größen mit insgesamt 24 Schiffen vor, wobei nur die jeweils untere Grenze festgelegt wurde. Die Zeven Provinciën war das erste Schiff, gehörte zum größten Charter und wurde für die Admiralität Maze gebaut.
Erst mit dem Bau der drei Amsterdamer Schiffe Gouden Leeuw, De Witte Oliphant und Witte Dolphin 1666–1667, wurde sie in der Größe und Anzahl der Geschütze deutlich überboten.

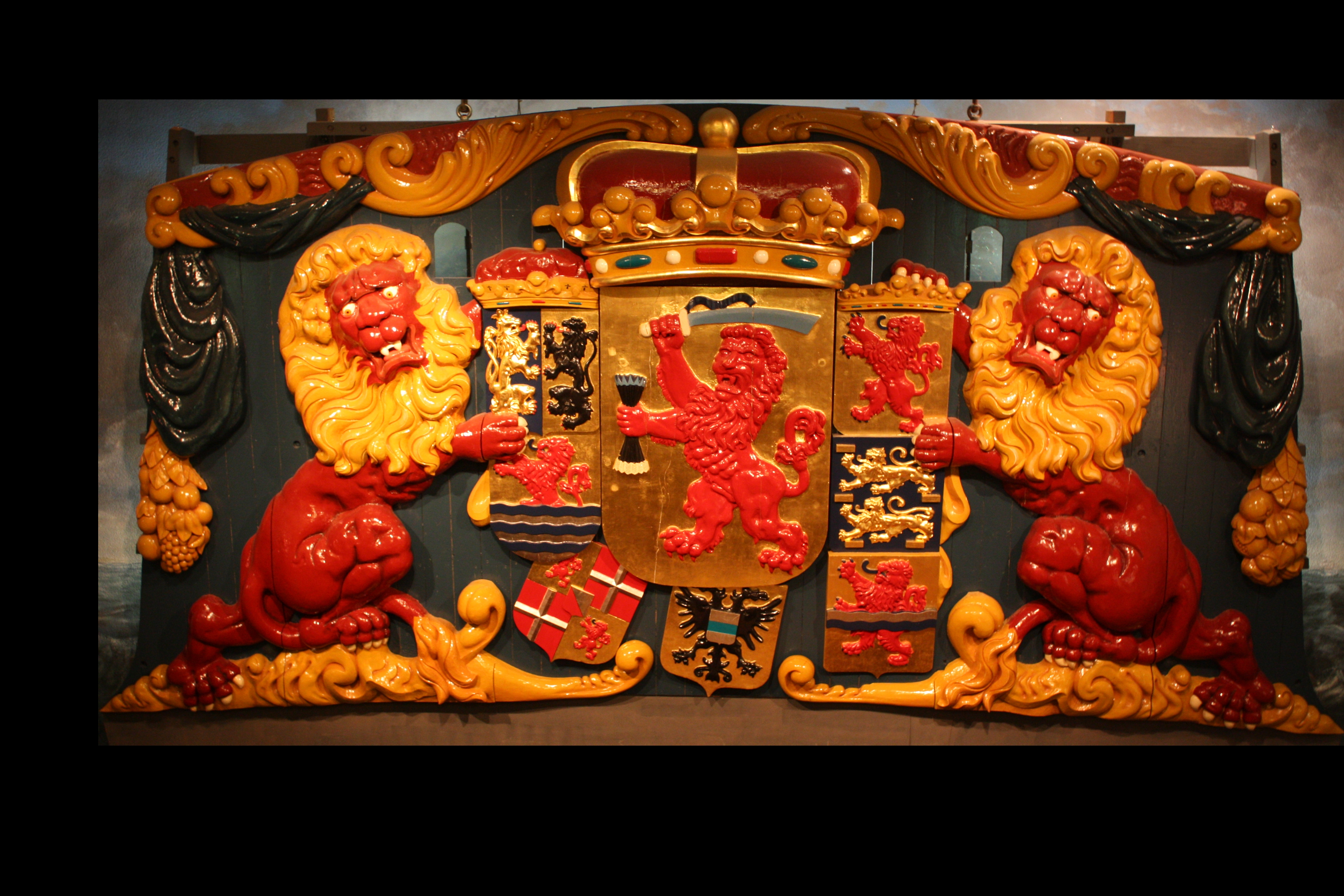
Der Heckspiegel der De Zeven Provinciën (Rekonstruktion)

Sie kämpfte im Zweiten (1665–1667) und im Dritten Holländischen Krieg (1672–1678) als Flaggschiff der gesamten niederländischen Flotte. Jede der fünf niederländischen Admiralitäten hatte einen Luitnant-Admiraal und entsprechend niedere Admiralsränge. Deshalb gab es auch eine große Anzahl Flaggschiffe in der Flotte. Nur die Zeven Provinciën hatte mit de Ruyter den Flottenchef an Bord.
In den Gefechten wurde sie oft schwer beschädigt. Zum Beispiel musste sie in der Viertageschlacht am zweiten Tag nach Lee gehen, da der Großmast weggeschossen war. Das Problem war neben den Zerstörungen am Rumpf und der Takelage das Fehlen des Orientierungspunktes der großen Flagge im Topp für den Rest der Flotte.
In der Schlacht von Barfleur gegen die Franzosen 1692 wurde sie schwer beschädigt und 1694 abgewrackt.

## Bauweise
Der Vorteil niederländischer Kriegsschiffe gegenüber den englischen und französischen Schiffen war der geringe Tiefgang, der sie oft Gewässer befahren ließ, die die Gegner nicht durchfahren konnten. Die großen Schiffe der niederländischen Flotte waren zudem in der Wasserlinie breiter. Beides zusammen bewirkte eine ruhigere Lage des Schiffskörpers im Wasser und einen geringeren Krängungsgrad. Dieser wichtige Effekt zeigt sich in den Seeschlachten immer wieder. Während andere Schiffe ihre untersten Stückpforten auf der Leeseite bei Kurs am Wind oftmals schließen mussten, damit dort kein Wasser eindrang, konnten die niederländischen Schiffe auch die im untersten Deck aufgestellten schwereren Geschütze einsetzen. Außerdem ermöglichte eine ruhigere Lage im Wasser auch ein ruhigeres Lösen der Geschütze von diesen Plattformen und damit steigerte sich die Möglichkeit eines Treffers.

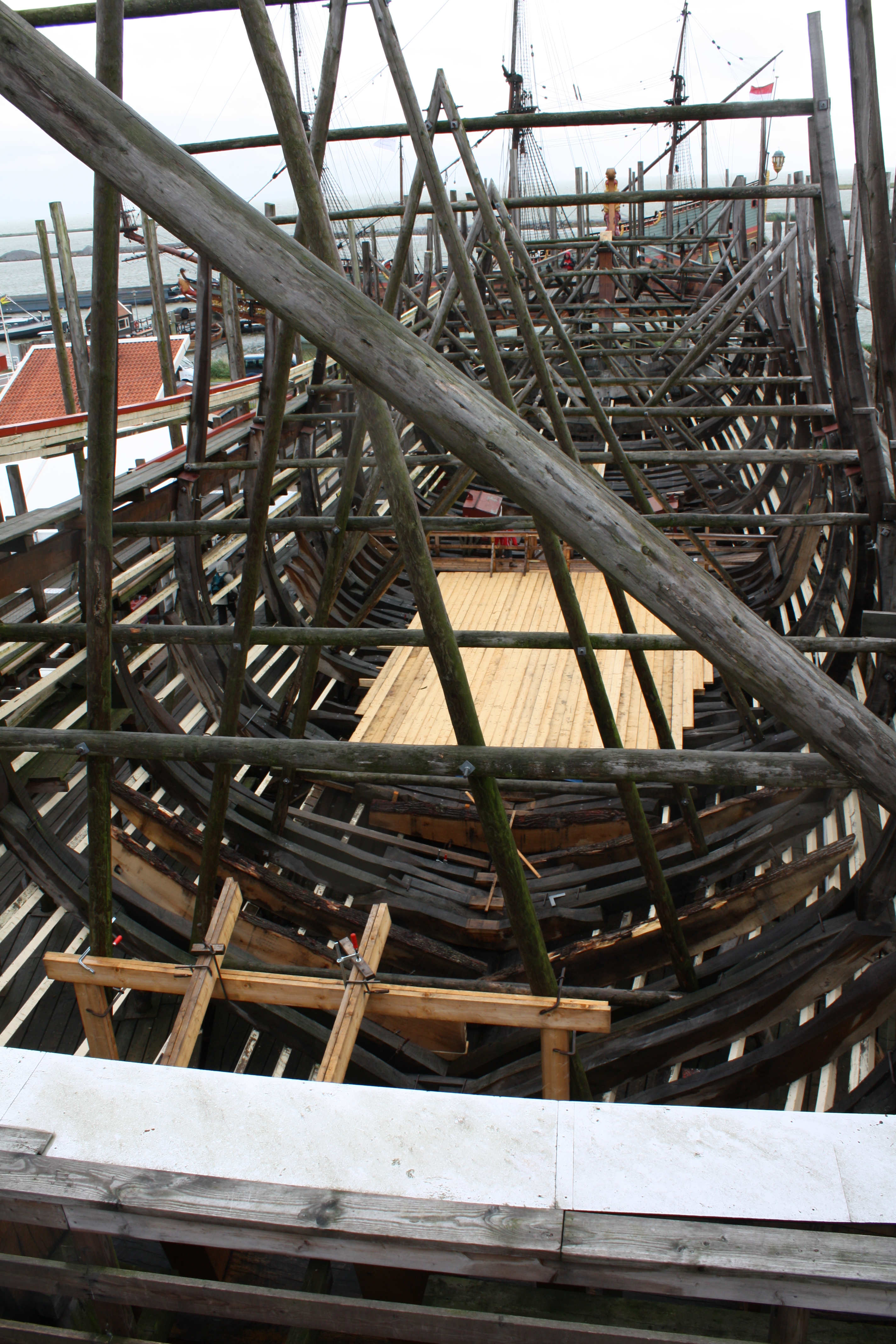
Der Nachbau in Lelystad (2009) – Blick vom Heck in Richtung Bug

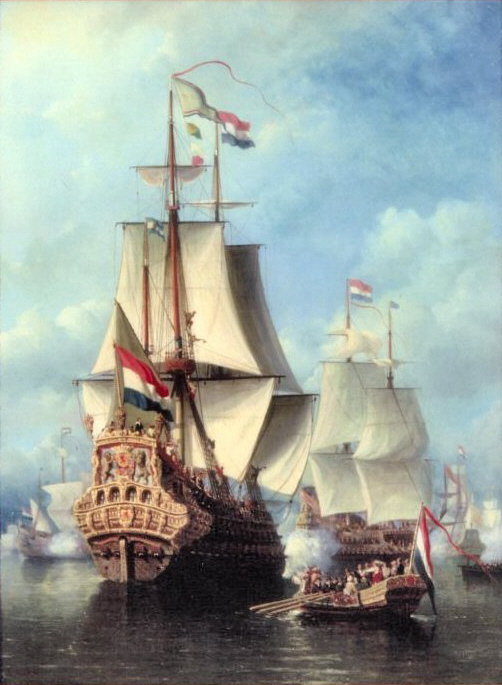
Admiral de Ruyter, Cornelis de Witt und andere Admiräle gehen im Juni 1667 an Bord der Zeven Provinciën

Dies hatte allerdings auch Nachteile. Nicht nur durch Kosteneinsparung waren die Schiffe kleiner als ihre Gegner. Damit fehlte Platz zur Bedienung der Geschütze und für Vorräte. Aber auch die Tragfähigkeit für mehr Geschütze mit größeren Kalibern war eingeschränkt. Somit war die niederländische Flotte stets auf andere Seekriegselemente angewiesen, wollte sie siegreich sein. Dazu zählten Ausbildungsstand und Motivation der Besatzungen vom Admiral bis zum Seemann sowie die größere Anzahl Schiffe und deren bessere Ausrüstung.

## Der Nachbau
Seit 1995 wird auf der Bataviawerft in Lelystad, Niederlande, ein Nachbau der De Zeven Provinciën hergestellt. Ein Feuer in der Werftanlage im Jahr 2008 konnte sie unbeschadet überstehen.